# Oscarsgalan 1998
Oscarsgalan 1998 var den 70:e upplagan av Academy Awards som belönade insatser inom film från 1997 och sändes från Shrine Auditorium i Los Angeles den 23 mars 1998. Årets värd var Billy Crystal för sjätte gången. 
Titanic blev galans stora vinnare och var den andra filmen att belönas med 11 Oscars (Ben-Hur fick 11 Oscars vid Oscarsgalan 1960; Sagan om konungens återkomst blev den tredje filmen att få 11 Oscars vid Oscarsgalan 2004).

## Vinnare och nominerade
Vinnarna listas i fetstil.
| Bästa film | Bästa regi |
| --- | --- |

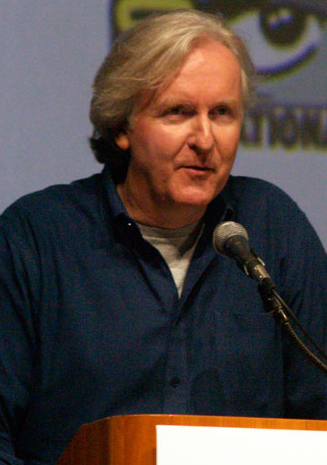
James Cameron
Bästa film, Bästa regi och Bästa klippning

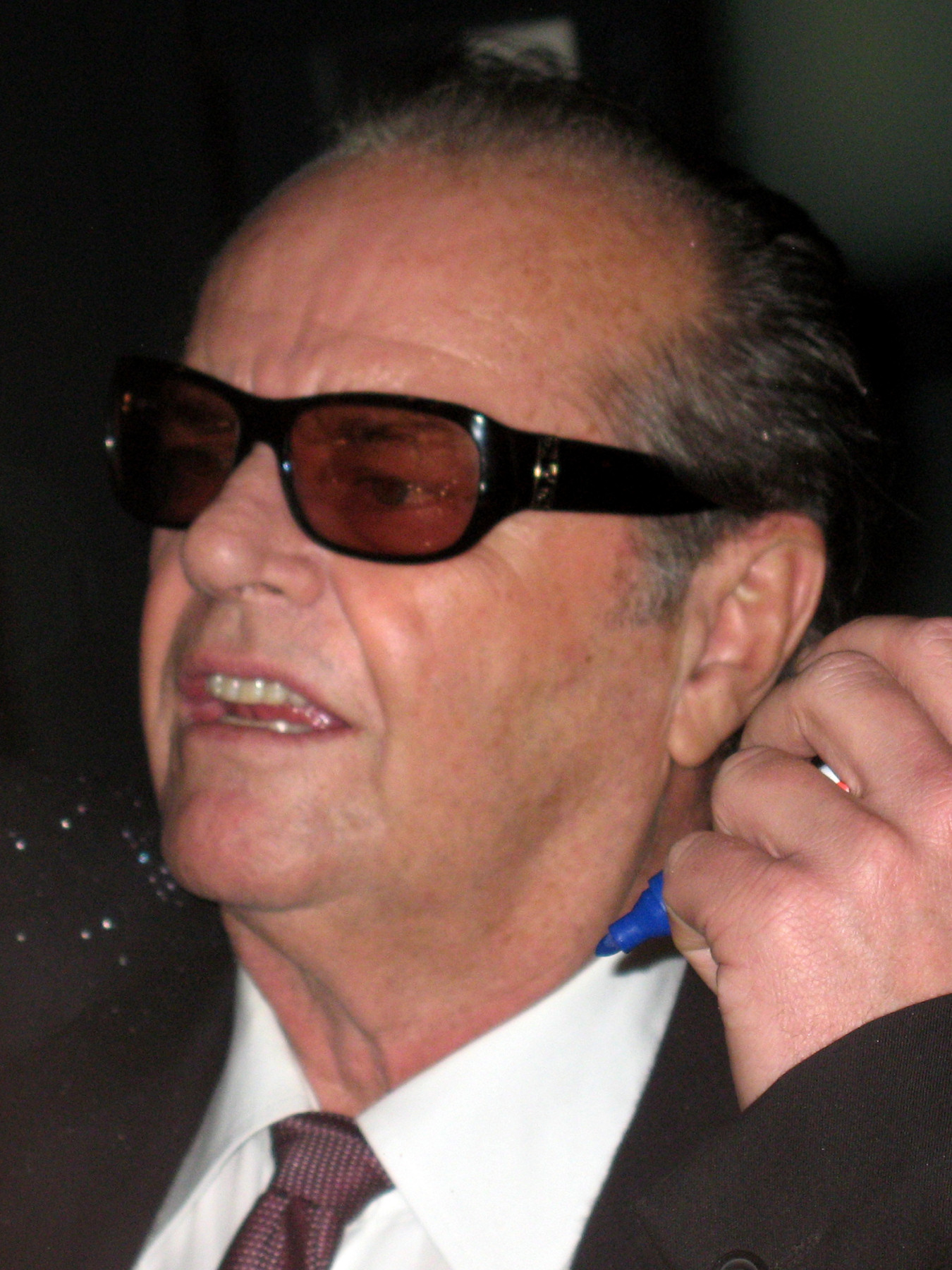
Jack Nicholson
Bästa manliga huvudroll

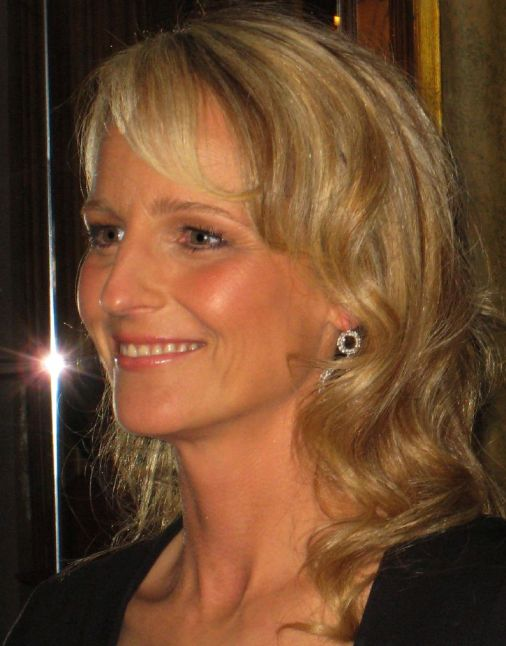
Helen Hunt
Bästa kvinnliga huvudroll

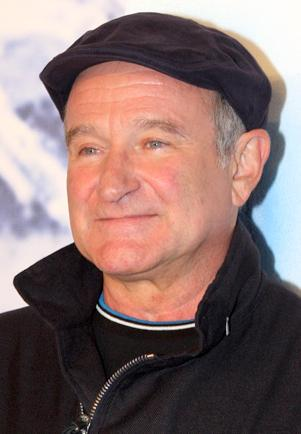
Robin Williams
Bästa manliga biroll

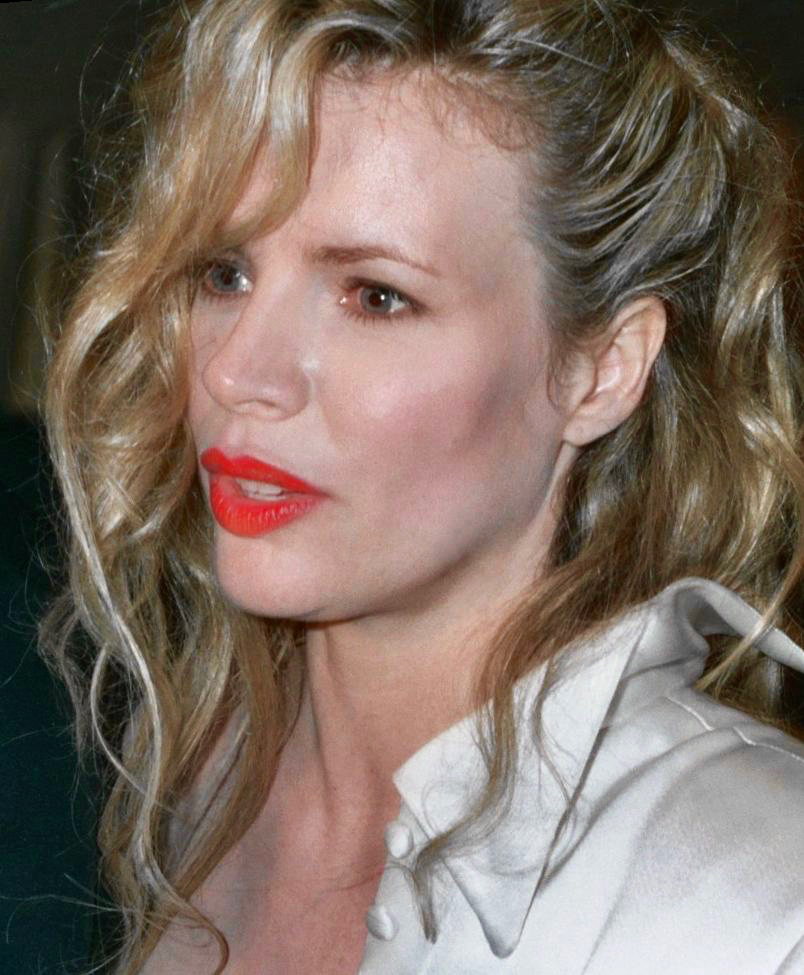
Kim Basinger
Bästa kvinnliga biroll

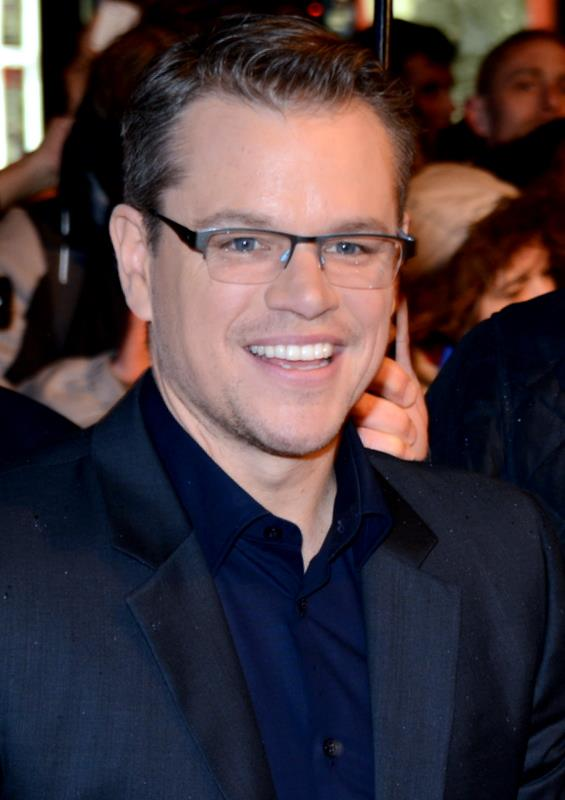
Matt Damon
Bästa originalmanus

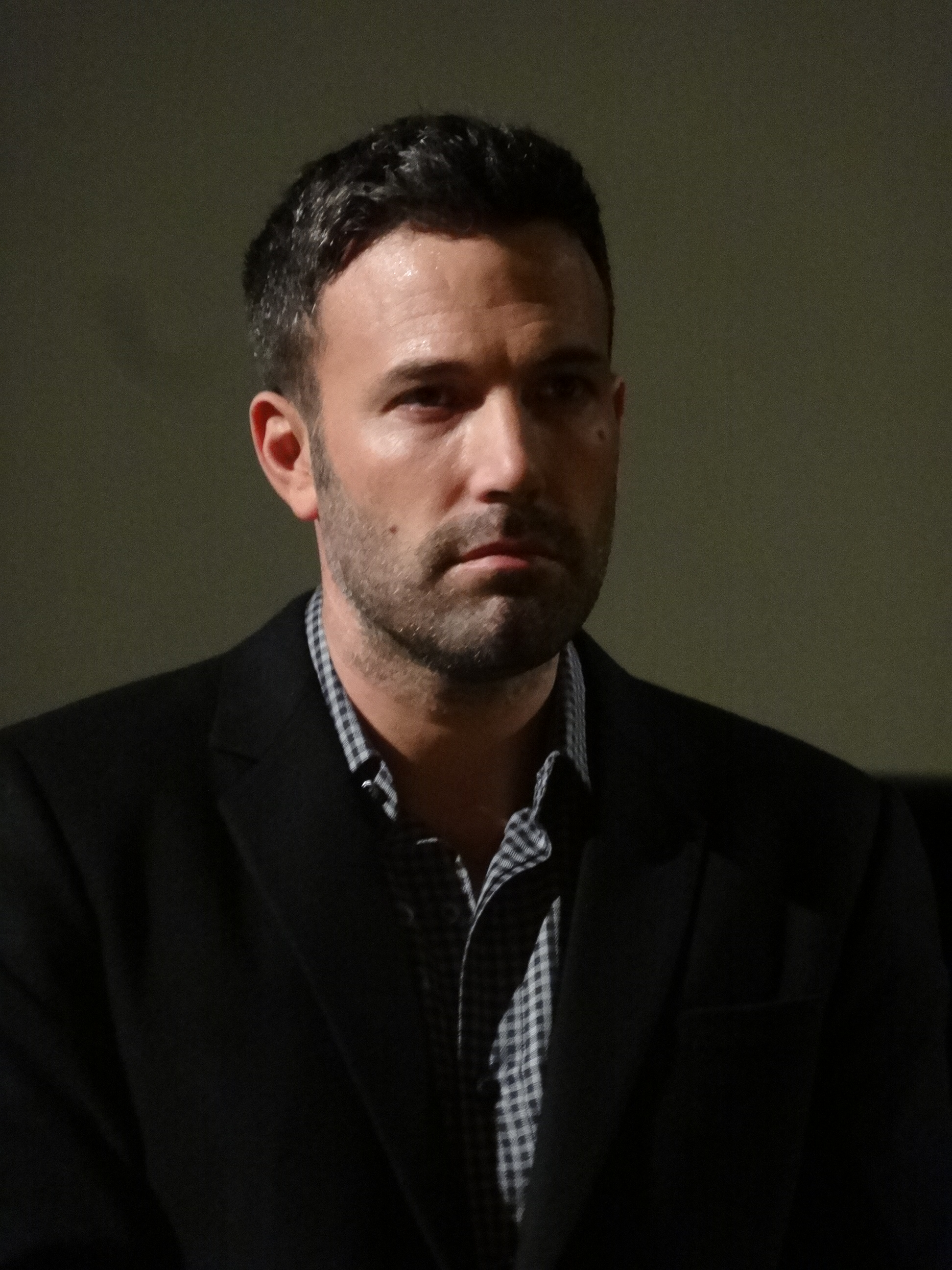
Ben Affleck
Bästa originalmanus

| - Titanic – James Cameron och Jon Landau - Livet från den ljusa sidan – James L. Brooks, Bridget Johnson och Kristi Zea - Allt eller inget – Uberto Pasolini - Will Hunting – Lawrence Bender - L.A. konfidentiellt – Arnon Milchan, Curtis Hanson och Michael G. Nathanson         | - James Cameron – Titanic - Peter Cattaneo – Allt eller inget - Atom Egoyan – Ljuva morgondag - Curtis Hanson – L.A. konfidentiellt - Gus Van Sant – Will Hunting |
| Bästa manliga huvudroll | Bästa kvinnliga huvudroll |
| - Jack Nicholson – Livet från den ljusa sidan - Matt Damon – Will Hunting - Robert Duvall – Aposteln - Peter Fonda – Ulee's Gold - Dustin Hoffman – Wag the Dog | - Helen Hunt – Livet från den ljusa sidan - Helena Bonham Carter – Duvans vingslag - Julie Christie – Afterglow - Judi Dench – Hennes Majestät Mrs. Brown - Kate Winslet – Titanic |
| Bästa manliga biroll | Bästa kvinnliga biroll |
| - Robin Williams – Will Hunting - Robert Forster – Jackie Brown - Anthony Hopkins – Amistad - Greg Kinnear – Livet från den ljusa sidan - Burt Reynolds – Boogie Nights | - Kim Basinger – L.A. konfidentiellt - Joan Cusack – Ute eller inte - Minnie Driver – Will Hunting - Julianne Moore – Boogie Nights - Gloria Stuart – Titanic |
| Bästa originalmanus | Bästa manus efter förlaga |
| - Will Hunting – Matt Damon och Ben Affleck - Livet från den ljusa sidan – Mark Andrus och James L. Brooks - Boogie Nights – Paul Thomas Anderson - Harry bit för bit – Woody Allen - Allt eller inget – Simon Beaufoy                                                              | - L.A. konfidentiellt – Brian Helgeland och Curtis Hanson - Donnie Brasco – Paul Attanasio - Ljuva morgondag – Atom Egoyan - Wag the Dog – Hilary Henkin och David Mamet - Duvans vingslag – Hossein Amini |
| Bästa icke-engelskspråkiga film | Bästa sång |
| - Karaktären (Nederländerna) - Ryska tjuven (Ryssland) - Fyra dagar i september (Brasilien) - Hjärtats hemligheter (Spanien) - Bortom tystnaden (Tyskland) | - "My Heart Will Go On" från Titanic – Musik av James Horner; Text av Will Jennings - "Go the Distance" från Herkules – Musik av Alan Menken; Text av David Zippel - "How Do I Live" från Con Air – Musik och Text av Diane Warren - "Journey to the Past" från Anastasia – Musik av Stephen Flaherty; Text av Lynn Ahrens - "Miss Misery" från Will Hunting – Musik och Text av Elliott Smith |
| Bästa dokumentär | Bästa dokumentärkortfilm |
| - Den långa resan hem – Marvin Hier och Richard Trank - Ayn Rand: A Sense of Life – Michael Paxton - Colors Straight Up – Michèle Ohayon och Julia Schachter - Fyra små flickor – Spike Lee och Samuel D. Pollard - Waco: The Rules of Engagement – William Gazecki och Dan Gifford | - A Story of Healing – Donna Dewey och Carol Pasternak - Alaska: Spirit of the Wild: – George Casey och Paul Novros - Amazon – Kieth Merrill och Jonathan Stern - Family Video Diaries: Daughter of the Bride – Terri Randall - Still Kicking: The Fabulous Palm Springs Follies – Mel Damski och Andrea Blaugrund Nevins                                                                      |
| Bästa kortfilm | Bästa animerade kortfilm |
| - Visas and Virtue – Chris Tashima och Chris Donahue - Dance Lexie Dance – Pearse Moore och Tim Loane - It's Good to Talk – Roger Goldby och Barney Reisz - Ska vi bli ihop? – Birger Larsen och Thomas Lydholm - Wolfgang – Kim Magnusson och Anders Thomas Jensen                 | - Geris spel – Jan Pinkava - Famous Fred – Joanna Quinn - La vieille dame et les pigeons – Sylvain Chomet - Rusalka – Aleksandr Petrov - Redux Riding Hood – Steve Moore |
| Bästa filmmusik - drama | Bästa filmmusik - musikal eller komedi |
| - Titanic – James Horner - Amistad – John Williams - Will Hunting – Danny Elfman - Kundun – Philip Glass - L.A. konfidentiellt – Jerry Goldsmith | - Allt eller inget – Anne Dudley - Anastasia – Stephen Flaherty, Lynn Ahrens och David Newman - Livet från den ljusa sidan – Hans Zimmer - Men in Black – Danny Elfman - Min bäste väns bröllop – James Newton Howard |
| Bästa ljudredigering | Bästa ljud |
| - Titanic – Tom Bellfort och Christopher Boyes - Det femte elementet – Mark A. Mangini - Face/Off – Mark P. Stoeckinger och Per Hallberg | - Titanic – Gary Rydstrom, Tom Johnson, Gary Summers och Mark Ulano - Air Force One – Paul Massey, Rick Kline, Doug Hemphill och Keith A. Wester - Con Air – Kevin O'Connell, Greg P. Russell och Art Rochester - Kontakt – Randy Thom, Tom Johnson, Dennis S. Sands och William B. Kaplan - L.A. konfidentiellt – Andy Nelson, Anna Behlmer och Kirk Francis                                  |
| Bästa scenografi | Bästa foto |
| - Titanic – Peter Lamont och Michael Ford - Gattaca – Jan Roelfs och Nancy Nye - Kundun – Dante Ferretti och Francesca Lo Schiavo - L.A. konfidentiellt – Jeannine Oppewall och Jay Hart - Men in Black – Bo Welch och Cheryl Carasik                                               | - Titanic – Russell Carpenter - Amistad – Janusz Kaminski - Kundun – Roger Deakins - L.A. konfidentiellt – Dante Spinotti - Duvans vingslag – Eduardo Serra |
| Bästa smink | Bästa kostym |
| - Men in Black – Rick Baker och David LeRoy Anderson - Hennes majestät Mrs. Brown – Lisa Westcott, Veronica McAleer och Beverley Binda - Titanic – Tina Earnshaw, Greg Cannom och Simon Thompson                                                                                    | - Titanic – Deborah Lynn Scott - Amistad – Ruth E. Carter - Kundun – Dante Ferretti - Oscar och Lucinda – Janet Patterson - Duvans vingslag – Sandy Powell |
| Bästa klippning | Bästa specialeffekter |
| - Titanic – Conrad Buff IV, James Cameron och Richard A. Harris - Air Force One – Richard Francis-Bruce - Livet från den ljusa sidan – Richard Marks - Will Hunting – Pietro Scalia - L.A. konfidentiellt – Peter Honess                                                            | - Titanic – Robert Legato, Mark A. Lasoff, Thomas L. Fisher och Michael Kanfer - The Lost World: Jurassic Park – Dennis Muren, Stan Winston, Randy Dutra och Michael Lantieri - Starship Troopers – Phil Tippett, Scott E. Anderson, Alec Gillis och John Richardson |

### Heders-Oscar
- Stanley Donen

### Filmer med flera nomineringar
- 14 nomineringar: Titanic
- 9 nomineringar: L.A. konfidentiellt och Will Hunting
- 7 nomineringar: Livet från den ljusa sidan
- 4 nomineringar: Allt eller inget, Amistad, Duvans vingslag och Kundun
- 3 nomineringar: Boogie Nights och Men in Black
- 2 nomineringar: Air Force One, Anastasia, Con Air, Hennes majestät Mrs. Brown, Ljuva morgondag och Wag the Dog

### Filmer med flera vinster
- 11 vinster: Titanic
- 2 vinster: L.A. konfidentiellt, Livet från den ljusa sidan och Will Hunting